# Robertus truncorum
Robertus truncorum är en spindelart som först beskrevs av Ludwig Carl Christian Koch 1872.  Robertus truncorum ingår i släktet fuktspindlar, och familjen klotspindlar. Inga underarter finns listade i Catalogue of Life.